# Cool Islands
Cool Islands es un álbum de música New Age del grupo alemán Cusco, lanzado en 1982.

## Pistas
1. Aurora	3:15
2. Antarctic Continent 3:26
3. Penguin Dance 3:12
4. North Easter 5:10
5. Whale 	Holm 4:25
6. Walrus 3:35
7. North Pole 3:40
8. Iceberg 4:21
9. Blizzard 3:24
10. Tundra 5:05

- Datos: Q8350522